# Transmat
Transmat – amerykańska niezależna wytwórnia muzyczna założona w 1986 r. przez jednego z pionierów muzyki techno, Derricka Maya.
Przedsiębiorstwo zlokalizowane jest w Detroit, w Michigan. Głównym profilem działalności jest wydawanie muzyki z gatunku techno. Transmat posiada pododdział, którym jest Fragile Records.

## Historia
Derrick May po ukazaniu się jego nagrania Let's Go (Metroplex Records) założył własną wytwórnię płytową Transmat. Wydawał w niej swoje nagrania pod pseudonimem Rhythim Is Rhythim. W wytwórni nagrywali płyty również tacy muzycy jak: Aril Brikha (Deeparture in Time, On&On, Headhunter), Reggie Dokes, Tony Drake, Louis Haiman. 
W wytwórni zostały wydane m.in. (albumy, minialbumy i remiksy):   
- 1986 - X-Ray, Lets Go
- 1987 - Rhythim Is Rhythim, Nude Photo
- 1988 - Rythim Is Rhythim, It Is What It Is
- 1989 - R-Tyme: Illusion/R-Theme
- 1989 - Rhythim Is Rhythim, Beyond The Dance
- 1989 - Rhythim Is Rhythim, The Beginning (Transmat, Kool Kat)
- 1995 - Silent Phase, Psychotic Funk
- 1996 - Silent Phase, The Theory Of Silent Phase
- 1996 - Silent Phase, The Rewired Mixes
- 1996 - Rhythim Is Rhythim, Icon/Kao-Tic Harmony
- 1998 - Derrick May, Innovator
- Rhythim Is Rhythim, Strings of Life (Transmat, Network)